# اوبرکاپل
اوبرکاپل (به آلمانی: Oberkappel) یک منطقهٔ مسکونی در اتریش است که در ناحیه رورباخ واقع شده‌است. اوبرکاپل ۱۲ کیلومتر مربع مساحت دارد ۵۱۱ متر بالاتر از سطح دریا واقع شده‌است.